# Левин, Моисей Зеликович
Моисе́й Зе́ликович Ле́вин (16 (28) февраля 1896, Вильно — 19 августа 1946) — советский, российский и казахстанский художник и кинорежиссёр. Заслуженный деятель искусств Казахской ССР (1939). Народный художник Казахской ССР (1944).

## Биография
Родился 16 февраля (по старому стилю) 1896 года в Вильне, в еврейской семье Зелика Нохумовича и Сары Давидовны Левиных (из местечка Чабишки). В 1914 году окончил Художественное училище, затем Академию художеств. С начала 20-х годов работал как театральный художник, преимущественно в театрах Ленинграда. В первой половине 20-х годов увлекался конструктивизмом; первая значительная работа — оформление спектакля «Смерть Тарелкина» А. В. Сухово-Кобылина в Театре Новой драмы (1922). В 1924—1926 годах Моисей Левин оформил несколько спектаклей в бывшем Александринском театре, где, однако, его стиль не пришёлся ко двору. С 1925 года сотрудничал с Большом драматическом театре, где в 1928 году стал главным художником.
В 1924 году по поводу спектакля «Смерть Пазухина», поставленного в Александринском театре Л. С. Вивьеном и оформленного Левиным, Константин Тверской писал, что для осовременивая пьесы Салтыкова-Щедрина «избран наиболее простой и лёгкий путь: приглашён левый художник, который должен произвести целительную операцию. Художник сделал своё: установил на сцене невиданные ещё в театре декорационные сооружения, но… омоложения не получилось». В Большом драматическом Левин стал любимым художником Тверского, оформил ряд его постановок, начиная с исторического «Разлома» Б. Лавренёва (1927).
В этот период Левин оформил также «Закат» И. Бабеля во МХАТе 2-м (1928) и «Чудесный сплав» В. Киршона во МХАТе (1934).
Моисей Левин был членом «Первой художественной мастерской под художественным руководством С. Юткевича», созданной в конце 1934 года, и со второй половины 30-х годов работал преимущественно в кинематографе как художник и режиссёр. С конца 30-х годов — в Казахстане, в 1944 году вернулся в Ленинград.
Председатель Союза художников Казахстана. Заслуженный деятель искусств Казахской ССР (1939). Народный художник Казахской ССР (1944). Удостоен Почётной грамоты Верховного Совета Казахской ССР (1944).

## Сценография
Театр Новой драмы
- 1922 — «Смерть Тарелкина» А. В. Сухово-Кобылина

Александринский театр
- 1924 — «Смерть Пазухина» М. Е. Салтыкова-Щедрина. Постановка Л. Вивьена
- 1925 — «Общество почётных звонарей» Е. Замятина
- 1925 — «Яд» А. Луначарского
- 1926 — «Пушкин и Дантес» В. Каменского
- 1927 — «Бархат и лохмотья» Э. Штаккена и А. Луначарского
- 1930 — «Диктатура» А. Микитенко
- 1933 — «Девушки нашей страны» И. Микитенко
- 1936 — «Трус» А. Крона

Большой драматический театр (1925—1934)
- 1925 — «Гибель пяти» А. Пиотровского. Постановка П. К. Вейсбрёма
- 1927 — «Разлом» Б. Лавренёва. Постановка К. К. Тверского
- 1928 — «Любовь Яровая» К. Тренёва. Постановка Б. М. Дмоховского
- 1928 — «Джума Машид» П. Венецианова. Постановка А. Л. Грипича
- 1928 — «Человек с портфелем» А. Файко. Постановка К. К. Тверского
- 1929 — «Город ветров» В. Киршона. Постановка К. К. Тверского
- 1930 — «Авангард» В. Катаев. Постановка А. Н. Лаврентьева
- 1930 — «Три толстяка» Ю. Олеши. Постановка К. К. Тверского
- 1930 — «На западе без перемен» М. Загорского. Постановка В. В. Люце
- 1931 — «Линия огня» Н. Никитина. Постановка К .К. Тверского
- 1932 — «Джой-стрит» Н. Зархи. Постановка С. А. Морщихина
- 1932 — «Егор Булычев и другие» М. Горького. Постановка К. К. Тверского, В. В. Люце
- 1932 — «Мой друг» Н. Погодина. Постановка К. К. Тверского
- 1934 — «После бала» Н. Погодина. Постановка С. А. Морщихина[5]

## Фильмография

### Художник
- 1928 — Сын рыбака[6]
- 1929 — Голубой экспресс (совм. с Дубровским-Эшке)[7]
- 1946 — Сыновья

### Режиссёр
- 1936 — Путешествие в Арзрум
- 1938 — Амангельды
- 1940 — Райхан